# Sixto Escobar
Sixto Escobar (Barceloneta, 23 marzo 1913 – 17 novembre 1979) è stato un pugile portoricano.
Professionista dal 1930, campione del mondo dei pesi gallo dal 1935 al 1937 e dal 1938 al 1939.
La International Boxing Hall of Fame lo ha riconosciuto tra i più grandi pugili di ogni tempo.
Fu antagonista di campioni quali Louis Salica e Harry Jeffra.